# Mistrzostwa Ameryki Południowej w Piłce Siatkowej Kobiet 1951
Mistrzostwa Ameryki Południowej w Piłce Siatkowej Kobiet 1951 – pierwsza edycja mistrzostw Ameryki Południowej w piłce siatkowej kobiet, zorganizowana w 1951 roku w Rio de Janeiro w Brazylii. W mistrzostwach wystartowały 4 reprezentacje. Pierwszym mistrzem została reprezentacja Brazylii.

## Klasyfikacja końcowa
| Miejsce | Reprezentacja |
| ------- | ------------- |
|         | Brazylia      |
|         | Urugwaj       |
|         | Peru          |
| 4.      | Argentyna     |